# دراگوسافا
دراگوسافا (به لاتین: Dragosava) یک منطقهٔ مسکونی در مونته‌نگرو است که در شهرداری برانه واقع شده‌است. دراگوسافا ۱۲۰ نفر جمعیت دارد.